# بیلا-ردنا
بیلا-ردنا (به اسپانیایی: Vila-rodona) یک شهرستان در اسپانیا است که در استان تاراگونا واقع شده‌است.